# Adriaan Luteijn
Adriaan Luteijn (’s Heer Arendskerke, 1964) is een Nederlands choreograaf. Hij werkt bij het Arnhemse dansgezelschap Introdans.

## Opleiding en werk
Luteijn deed de opleiding Docent Dansexpressie aan Fontys Hogeschool voor de Kunsten in Tilburg. Hij behoorde tot de eerste jaargang dansers van Introdans Ensemble voor de Jeugd. Hij beëindigde zijn danscarrière in 1998. Sindsdien werkt hij als choreograaf bij Introdans. Hij is artistiek manager van Introdans Interactie, de educatieve afdeling van Introdans. Hij organiseert onder de noemer De Ontmoeting voorstellingen, waarin professionele dansers van Introdans samen dansen met mensen met bijvoorbeeld autisme, het syndroom van Down, een fysieke beperking of een visuele beperking. Daarnaast onderneemt hij uiteenlopende choreografische activiteiten in binnen- en buitenland. Als gastdanser was hij te zien in verschillende producties van Introdans, waaronder Pulcinella, Bits and Pieces en Pinokkio.

## Prijzen en onderscheiding
- 2003 - Aanmoedigingsprijs van het Dansersfonds '79
- 2008 - Kunstfactor Dans Oeuvreprijs
- 2018 - Ridder in de Orde van Oranje-Nassau[3]

- International Standard Name Identifier: 0000 0003 9582 8697
- Nederlandse Thesaurus van Auteursnamen: 16678382X
- Virtual International Authority File: 290623914
- WorldCat: E39PBJjmX7jJ6mhRcYVtRFbfMP